# Smolanka (województwo warmińsko-mazurskie)
Smolanka (tuż po wojnie Lanckorona, dawniej niem. Landskron) – wieś w Polsce położona w województwie warmińsko-mazurskim, w powiecie bartoszyckim, w gminie Sępopol. W latach 1975–1998 miejscowość położona była w województwie olsztyńskim.
Przez wieś przepływają rzeki: Struga Smolańska i Łyna. We wsi mieści się prywatne muzeum Bartenstein, ze zbiorami z okresu I i II wojny, z okolic Bartoszyc, Sępopola, Smolanki.

## Historia
Wieś lokowano na prawie chełmińskim w 1617 r., na 80 włókach. Pierwszymi osadnikami byli prawdopodobnie Polacy. Szkoła we wsi powstała w 1733 r.
W 1935 r. do tutejszej szkoły, zatrudniającej trzech nauczycieli, uczęszczało 140 dzieci. W 1939 r. we wsi mieszkały 723 osoby. W czasie II wojny światowej Smolanka została mocno zniszczona.
Początkowo, po 1945 r., wieś nosiła nazwę Lanckorona (ostatecznie nazwa nie przyjęła się), w 1945 została siedzibą gminy Smolanka. Pierwszym wójtem, w 1945 r. został Konstanty Żukowski. W 1946 r. gmina została zlikwidowana, a siedzibę przeniesiono do Sępopola. Szkołę uruchomiono już w 1945 r., jako pierwszą po wojnie w powiecie bartoszyckim (kierownik szkoły – Zdzisław Radziulewicz, później Janina Sienkiewicz a od 1950 r., do chwili jej likwidacji, która nastąpiła w 1978 r., Witold Kiezik).
W 1983 r. we wsi było 68 domów z 449 mieszkańcami, był PGR oraz 82 indywidualne gospodarstwa rolne, o łącznej powierzchni 455 ha. W gospodarstwach indywidualnych w tym czasie hodowano 315 sztuk bydła, 401 sztuk trzony chlewnej, 57 koni i 41 owiec. W tym czasie we wsi była świetlica, klub, punkt biblioteczny, sala kinowa na 60 miejsc, sklep wielobranżowy i działająca kuźnia.

## Turystyka rowerowa
Na terenie gminy wyznaczono i oznakowano 3 trasy rowerowe:
- szlak "Doliną rzeki Łyny" o łącznej długości 31,5 km przebiegający przez Sepopol – Smolanka – Liski – Bartoszyce – Wiatrowiec – Sępopol
- szlak "Pogranicza" o łącznej długości 34,0 km przebiegający przez Sępopol – Stopki – Ostre Bardo – Szczurkowo – Park Judyty – Liski – Smolanka – Sępopol
- szlak "Bociana Białego" o łącznej długości 29,5 km przebiegający przez Sępopol – Romankowo – Lwowiec – Wanikajmy – Gaj – Smodajny – Dzietrzychowo – Miedna – Sępopol